# Senorady
Senorady település Csehországban, a Brno-vidéki járásban. Senorady Biskoupky, Čučice, Ketkovice, Kuroslepy, Mohelno, Lhánice és Nová Ves településekkel határos. Lakosainak száma 383 fő (2024. január 1.).

## Népesség
A település lakosságának változását az alábbi diagram mutatja:
| Lakosok száma | 427  | 533  | 575  | 558  | 476  | 410  | 391  | 390  | 386  | 383  |
|               | 1869 | 1890 | 1921 | 1950 | 1980 | 2001 | 2017 | 2019 | 2022 | 2024 |